# Январское восстание 1958 года в Венесуэле
Январское восстание 1958 года в Венесуэле, известное так же как  Государственный переворот 23 января 1958 года, Военно-гражданское восстание января 1958 года или свержение генерала Маркоса Переса Хименеса (исп.  La insurrección de enero,  Golpe de Estado del 23 de enero de 1958, Rebelión cívico-militar de enero de 1958 o el Derrocamiento del General Marcos Pérez Jiménez) — массовое народное движение в Венесуэле против диктатуры генерала Маркоса Переса Хименеса, организованное оппозиционными партиями и подержанное венесуэльской армией. Привело к падению военного режима и восстановлению в стране представительной демократии.

## Диктатура Маркоса Переса Хименеса

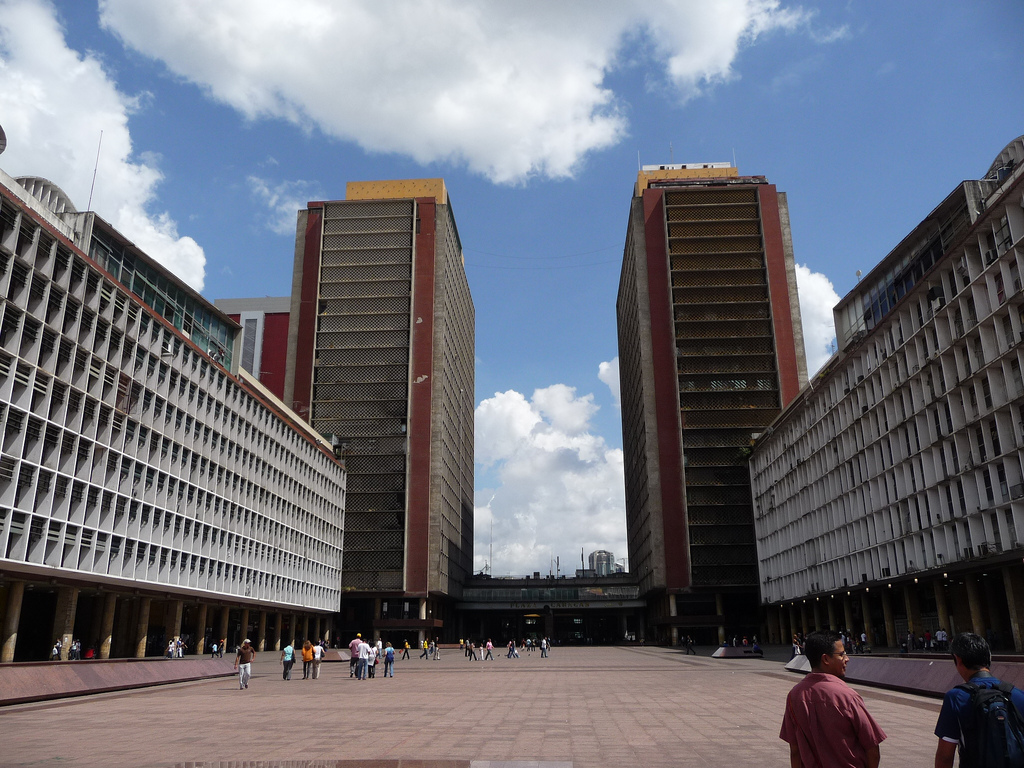
Центр Симона Боливара в Каракасе, построенный в период правления М.Переса Хименеса

В 1952 году один из организаторов военного переворота 24 ноября 1948 года, член правящей хунты и министр обороны генерал Маркос Перес Хименес стал временным, а в 1953 году и полноправным президентом Венесуэлы. В стране укрепился репрессивный военный режим, в своей практике сочетавший подавление оппозиционной деятельности с мерами по развитию экономики и повышению жизненного уровня населения. В стране было развёрнуто грандиозное строительство автострад, коммуникаций, жилья, промышленных объектов и общественных зданий. Именно тогда появились шоссе Каракас — Ла-Гуайра, система электрификации Рио Карони, Центр Симона Боливара, рабочие кварталы «Unidad Residencial El Paraíso» и «Ciudad Tablitas» и другие, беспрецедентные для тогдашней Венесуэлы, постройки.
С другой стороны, подавление демократических свобод, бесконтрольное расходование средств от продажи нефти и крайне непопулярный, откровенно проамериканский политический курс вызывали недовольство широких слоёв общества. Десятки тысяч венесуэльцев отправились в изгнание с соседние страны, а в застенках политической полиции «Seguridad Nacional», возглавляемой Педро Эстрадой, погибли тысячи оппозиционеров. Печальную известность приобрели тюрьмы «San Juan de los Morros», «El Obispo», «Cárcel Nueva» в Сьюдад-Боливаре,Трухильо и Ансоатеге
Эта двойственность диктатуры Переса Хименеса и по сей день вызывает споры в венесуэльском обществе, где можно встретить утверждение, что «диктатура Переса Хименес была лучше, чем сорок лет демократической представительной системы» (исп.  La dictadura de Pérez Jiménez fue mejor que los más de cuarenta años de sistema democrático representative).

## Противостояние власти и общества
После четырёх лет правления Переса Хименеса недовольство его режимом стало пробиваться наружу. 10 февраля 1956 года против правительства выступили учащиеся лицея «Fermín Toro» и школы «Escuela Normal Miguel Antonio Caro». Через год, 1 мая 1957 года против диктатуры Переса Хименеса и её политики открыто выступила и католическая церковь. В этот день в Венесуэле на всех мессах было зачитано пасторское послание архиепископа Каракаса Рафаэля Ариаса Бланко «Pastoral del 1 de mayo con motivo de la fiesta de San José Obrero», в котором осуждались нарушения правосудия и трудового законодательства, а также неоправданное расходование правительством доходов от продажи нефти, в то время как широкие слои общества находились на грани бедности. Помимо студенчества и церкви против диктатуры выступали и венесуэльские интеллектуалы, и политики, входившие в различные политические партии, и рабочие. Активную подпольную антиправительственную деятельность вели Коммунистическая партия Венесуэлы, которой удавалось издавать легальную газету «Noticias de Venezuela» и нелегальную «Tribuna Popula», и партия Демократическое действие, также издававшая легальную «Venezuela Democrática» и подпольную «Resistencia». Таким образом, почти весь политический спектр, от крайне левых до крайне правых, теперь отказывал Маркосу Пересу Хименесу в поддержке.
14 июня 1957 года партия Демократическое действие, Социал-христианская партия КОПЕЙ и Демократический республиканский союз сформировали для координации действий Патриотическую хунту (исп. Junta Patriótica) во главе с журналистом Фабрисио Охедой. Первоначально задача хунты заключалась в том, чтобы не допустить победы Переса Хименеса на президентских выборах 1957 года. Однако оппозиционные партии не смогли договориться о кандидатуре кандидата и выбрать между Арнольдо Кабальдоном и Рафаэлем Кальдерой, а сам президент принял решение, которое не только разрушило планы оппозиции, но и положило конец его собственной власти.

## Плебисцит 15 декабря 1957 года
В связи с тем, что пятилетние президентские полномочия генерала Переса Хименеса близились к завершению, 4 ноября 1957 года он сообщил Национальному конгрессу о намерении не проводить всеобщие выборы, а вопрос о продлении полномочий вынести на плебисцит. На решение президента сохранить власть отложив в сторону Конституцию 1953 года, первыми отреагировали студенты. 17 ноября начали акции протеста учащиеся Центрального университета Венесуэлы (исп.  Universidad Central de Venezuela (UCV)), к которым присоединился Католический университет «Андрес Бельо» (исп.  Universidad Católica Andrés Bello (UCAB)). 19 ноября волнения перекинулись на средние учебные заведения. Только 21 ноября, когда полиция и силы безопасности устроили над студентами жестокую расправу (позднее день 21 ноября был объявлен «Día del Estudiante» — Днём студента), студенческие выступления против плебисцита были подавлены. Но спокойствие было недолгим — 12 декабря, в канун плебисцита, учащиеся лицеев и рабочие фабрик Каракаса провели забастовку протеста . На этом фоне власти заявили, что плебисцит 15 декабря принёс Пересу Хименесу около 82 % голосов в пользу продления его полномочий.
Официальные итоги референдума вызвали волну возмущения в венесуэльском обществе и не были признаны оппозицией. После того, как 20 декабря 1957 года было объявлено, что Маркос Перес Хименес получил всенародную поддержку и останется президентом до 1963 года, в стране начались волнения. Даже в среде вооруженных сил, бывших опорой президента, многие приходили к выводу, что дальнейшее противостояние с обществом бесперспективно и угрожает будущему страны. В канун нового, 1958 года, стало ясно, что венесуэльская армия переживает раскол.

## Ход восстания

### Авиация бомбит президентский дворец
31 декабря 1957 года  на военной авиабазе «Бока де Рио» (Boca de Río) близ Маракая и в казармах «Урданета» в Каракасе вспыхнуло антиправительственное восстание, руководителем которого был подполковник Уго Трехо. Утром 1 января 1958 года жители Каракаса были разбужены воем военных самолётов и взрывами — авиация базы наносила удары по столице. Основным объектом авианалёта был президентский дворец «Мирафлорес». Однако армия и флот не поддержали восставших. На следующий день, 2 января, восставшие капитулировали. Когда все причастные к заговору были выявлены и арестованы, стало ясно, насколько было распространено недовольство режимом среди офицеров всех трёх родов войск.

### Хроника январских событий
Восстание лётчиков всколыхнуло общество. В столице и других городах стали печататься и распространяться самые разные антиправительственные манифесты, подписанные людьми всех политических взглядов и всевозможных профессий. Особенную активность проявляли учащиеся и преподаватели Инженерного колледжа, Венесуэльская ассоциация журналистов, рабочие союзы и даже представители иных организаций, ранее не выражавших ненависти к диктатуре.
- 4 января — объединившая оппозицию Патриотическая хунта во главе с Фабрисио Охедой опубликовала манифест «Народ и армия едины против узурпации» (исп. Pueblo y Ejército unidos contra la usurpación).
- 5 января — Перес Хименес провел аресты в армии и заявил об отставках в правительстве.
- 7 января — студенты вышли на улицы Каракаса, столицу охватили непрекращающиеся антиправительственные выступления.
- 9 января — подали в отставку губернатор и члены правительства столичного Федерального округа[7].
- 10 января — в стране начались массовые выступления, с которыми политическая полиция уже не могла справиться[9]. Теперь на улицы вышли женщины и рабочие фабрик. Тюрьмы были переполнены, учебные заведения закрыты, повсюду происходили стычки между манифестантами и полицией[11]. В тот же день военно-морские силы через генерала Ромуло Фернандеса передали президенту требование пойти навстречу оппозиции, если он намерен и далее рассчитывать на поддержку флота[10]. Перес Хименес незамедлительно провёл реорганизацию кабинета[7].
- 11 января — Перес Хименес назначил контр-адмирала Вольфганга Ларрасабаля новым командующим военно-морскими силами Венесуэлы[12].
- 13 января — Перес Хименес провёл вторую реорганизацию правительства[7] и взял на себя функции министра обороны. В итоге с различных должностей были уволены наиболее одиозные его сторонники, в том числе министр внутренних дел Лауреано Вальенилья Ланс и начальник политической полиции «Seguridad Nacional» Педро Эстрада. Однако это не успокоило венесуэльское общество — оппозиция объявила о создании Военно-гражданского комитета (исп.  Comité Cívico-Militar) для координации антиправительственных выступлений[7].
- 15 января — распространена Декларация интеллектуалов (исп.  Declaración de los intelectuales) с требованиями восстановления демократических свобод и прихода к власти правительства, действительно избранного народом[7].
- 16 января — из-за студенческих волнений и столкновений с полицией был закрыт лицей «Андрес Бельо»[9].
- 21 января — правительство заявило о введении комендантского часа[7]. По призыву прессы и Патриотической хунты в стране началась всеобщая забастовка[8][9]. В 12.00 на столичной площади «El Silencio» (Площадь Молчания) огромная толпа манифестантов была обстреляна полицией из пулемёта. Это вызвало возмущение среди армейских офицеров[9].
- 22 января — гарнизон Каракаса и военно-морские силы открыто отказали Пересу Хименесу в поддержке. В короткий срок к ним присоединилась вся венесуэльская армия[10]. Ночью на 23 января командование вооружённых сил во главе с адмиралом Ларрасабалем собралось для обсуждения ситуации и высказалось за уход президента[13].

### 23 января. Падение режима

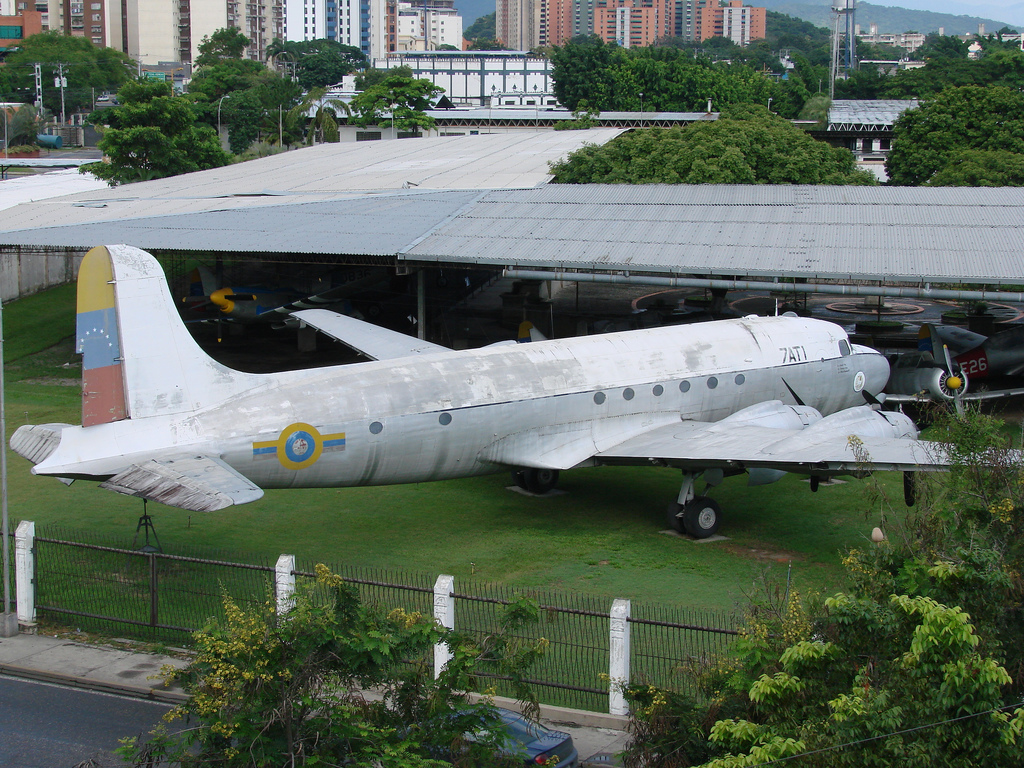
Самолёт Переса Хименеса Douglas C-54 Skymaster «Vaca Sagrada» в Музее аэронавтики в Маракае.

На рассвете 23 января 1958 года Перес Хименес принял решение покинуть охваченный волнениями Каракас. Из дворца «Мирафлорес» он с семьёй и ближайшими сподвижниками отбыл на аэродром «Карлота», откуда президентский авиалайнер «Vaca Sagrada» («Священная корова») доставил его в Сьюдад-Трухильо (Доминиканская Республика), где один из наиболее одиозных диктаторов того времени Рафаэль Трухильо предоставил ему политическое убежище. Известие о бегстве диктатора, всего месяц назад заявлявшего о своей всенародной поддержке, вызвало шквал ликования в столице. Армия и полиция быстро утратили контроль над ситуацией, и население начало громить дома сторонников Переса Хименеса, редакцию правительственной газеты «El Heraldo» и штаб-квартиру политической полиции «Seguridad Nacional». Некоторые офицеры полиции были линчёваны на месте. Массы народа направились со всех сторон к опустевшему президентскому дворцу «Мирафлорес» и заполнили его коридоры. Вскоре лидеры оппозиции и представители армейского командования заявили там о сформировании Временной правительственной хунты трёх родов войск во главе с адмиралом Вольфгангом Ларрасабалем.

## Венесуэла после Переса Хименеса
Сменивший диктатуру военный режим адмирала Ларрасабаля уже в конце 1958 года провёл президентские выборы и вернул страну к гражданскому правлению. Однако в последующие годы Венесуэла пережила гражданскую войну и период двухпартийной системы «пунтофихизма» (по названию пакта Пунто-Фихо («Punto Fijo»), заключённого 31 октября 1958 года ведущими политическими партиями — Демократическое действие, КОПЕЙ и Республиканский демократический союз — , в котором они взяли на себя обязательства быть гарантами конституции). До 1998 года у власти сменяли друг друга представители двух основных партий, представлявшие узкий круг политической и экономической элиты.
Британская «The Guardian» писала в 2001 году по поводу смерти Переса Хименеса: «Его свержение привело к 40-летнему эксперименту двухпартийной демократии, известному как Пакт Пунто-Фихо, в конечном счёте рухнувшему в болото коррупции и бесхозяйственности...» (англ. His overthrow led to the establishment of the 40-year experiment in two-party democracy known as the Punto Fijo pact, whose eventual collapse in a morass of corruption and economic mismanagement ).
Генерал Маркос Перес Хименес в 1963 году правительством США был выдан властям Венесуэлы и приговорён там к длительному тюремному заключению. Политические лидеры, возглавлявшие совместную борьбу против его диктатуры, вскоре оказались по разные стороны баррикад. Руководитель коммунистического подполья Хесус Фариа, восемь лет просидевший в тюрьме при Пересе Хименесе, в 1960 годах вновь был отправлен за решётку. Руководитель другой действовавшей в подполье партии — Демократическое действие — Ромуло Бетанкур в 1959 году стал президентом Венесуэлы. Бесспорный лидер восстания 23 января, руководитель Патриотической хунты Фабрисио Охеда в 1962 году стал организатором партизанского движения против Бетанкура и 21 июня 1966 года был убит офицерами военной разведки в тюремной камере.

## Память
- После падения диктатуры жилой район им.2 декабря (исп.  Urbanización dos de diciembre) получил новое название — имени 23 января (исп.  Urbanización día 23 de enero)[11].
- В последние годы 23 января отмечается в Венесуэле как Национальный день демократии (исп.  Día Nacional de la Democracia). По инициативе Единой социалистической партии Венесуэлы в столице проходили массовые демонстрации, которые завершались митингом на площади Молчания с участием президента Уго Чавеса[17][18].

## Оценка Уго Чавеса
В одном из своих выступлений президент Венесуэлы Уго Чавес дал Восстанию 23 января и его итогам такую оценку:
Дух того, что было призвано стать эпохой, более того, эрой счастья и политической стабильности для нашей нации, был предан и, в свете этого,  как политические наследники дня, который мы сегодня отмечаем, мы можем убедиться, что этот народный порыв был использован для того, чтобы удовлетворить подлые интересы класса политиков, который скоро показал свою сущность: Лакея империализма! Сегодня, подводя итоги, мы можем сказать, что нам жаль осознавать, что такой патриотический порыв был загублен и предан ради того, что бы по-лакейски поделить власть.